# 부카니에

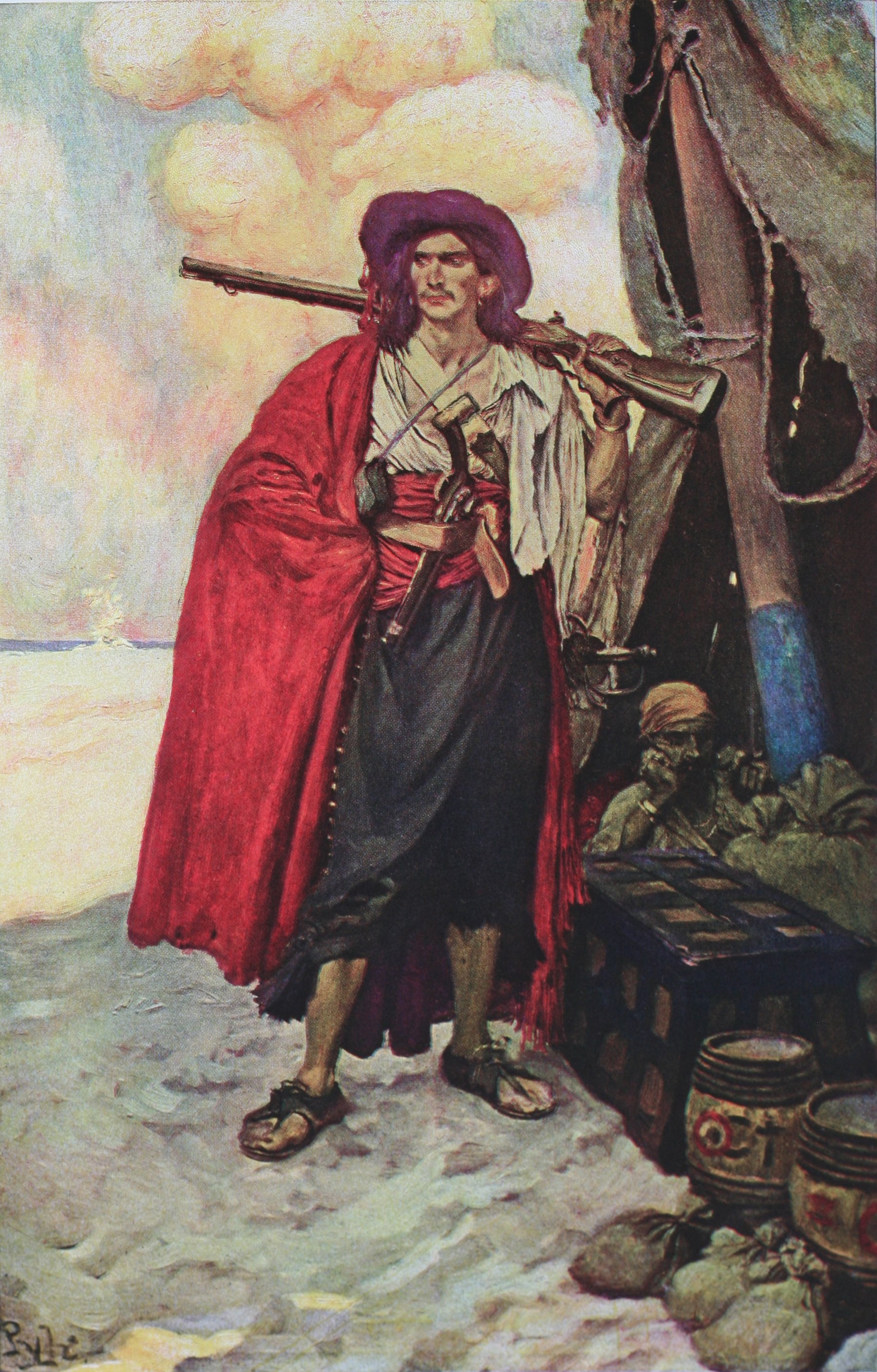

부카니에(프랑스어: boucanier, 스페인어: bucanero 부카네로[*], 영어: buccaneer 버커니어[*])는 17세기 카리브해에 있는 섬에 근거지를 두고 카리브 해나 대서양을 무대로 하여 활동하던 해적들을 일컫는다. 이들은 주로 스페인 선박이나 중남미의 스페인 식민지  선박, 서아프리카 일대를 표적으로 약탈을 하였다. 구성원은 영국인, 프랑스인, 네덜란드인으로 구성되어 있었으며, 본국의 비호를 받으며 활동하였다. 이들은 서유럽 해안 무역의 선두주자로 나서게 되었는데, 훗날 영국은 이 해적들을 기반으로 하여 1711년 남해상사를 세웠고, 본격적인 상업주의 경제를 다지기 시작한다.
이들의 해적질, 약탈 행위에 경제를 의존했던 영국과 네덜란드 등은 약탈 경제로 얻은 부로 인해 초기 자본주의로 진입할 수 있었다. 이렇기 때문에 영국과 네덜란드 해적의 역사는 서유럽 경제사에서 상당히 중요한 지분을 차지하고 있다.

## 같이 보기
- 윌리엄 댐피어
- 탬파베이 버커니어스